# ال‌وای-۳۳۴٬۳۷۰
ال‌وای-۳۳۴،۳۷۰ (به انگلیسی: LY-334,370) با فرمول شیمیایی C۲۱H۲۲FN۳O یک ترکیب شیمیایی با شناسه پاب‌کم ۵۳۱۱۲۵۸ است. که جرم مولی آن ۳۵۱٫۴۲ g/mol می‌باشد.